# Angry Penguins

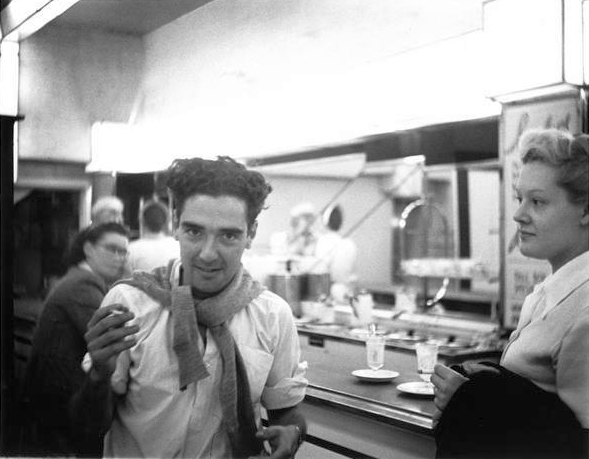
Max Harris et Joy Hester.

Angry Penguins est un mouvement littéraire et artistique avant-gardiste australien des années 1940. 
Le mouvement a été stimulé par une revue moderniste du même nom publiée par le poète surréaliste Max Harris, qui l'a fondée en 1940, à l'âge de 18 ans. 

## Histoire
La revue Angry Penguins est publiée pour la première fois à Adélaïde, capitale de l’Australie-Méridionale. Le titre est dérivé d'une phrase du poème de Harris Mithridatum of Despair : « comme des ivrognes, les manchots en colère de la nuit... » (« as drunks, the angry penguins of the night… »), et son utilisation comme titre de magazine fut suggérée à Harris par Charles Rischbieth Jury. Les principaux rivaux du magazine à Adélaïde étaient les Jindyworobaks (en), un mouvement littéraire nationaliste et anti-moderniste inspiré de la culture australienne autochtone et de la tradition de la ballade dans le bush australien. Selon Geoffrey Dutton, poète d'Angry Penguins, « nous sommes restés avec Yeats, Eliot et Auden,... et avons laissé Lawson et Paterson aux Jindys ». En 1942, Harris a été placé sous le patronage de John et Sunday Reed à Melbourne. Le magazine a par la suite paru dans la maison du couple à Heide (aujourd'hui le Heide Museum of Modern Art). 
Les Angry Penguins ont été les premiers représentants australiens du surréalisme et de l'expressionnisme. Cela a amené James McAuley et Harold Stewart au sein de la Direction de la recherche et des affaires civiles à créer l'événement le plus célèbre du groupe, le canular Ern Malley et le procès pour indécence qui a suivi.  
Les membres du groupe de peinture comprenaient John Perceval, Arthur Boyd, Sidney Nolan, Danila Vassilieff, Albert Lee Tucker et Joy Hester.  
Le mouvement des Angry Penguins a été étudié lors de l'exposition Angry Penguins and Realist Painting in Melbourne in the 1940s, à la Hayward Gallery de Londres. Dans le catalogue de l'exposition, le romancier anglais C.P. Snow rapporte ces propos : « le mouvement "Angry Penguins" est probablement le dernier épanouissement d'un modernisme "national" qu'un monde des arts complètement internationalisé allait probablement voir ».

## Voir également
- Ern Malley
- Cercle de Heide
- Alfred Benne